# Judes Bicaba
Judes Bicaba (* 1947 in Wakara, Burkina Faso; † 19. August 2016) war ein burkinischer Geistlicher und römisch-katholischer Bischof von Dédougou.

## Leben
Judes Bicaba empfing am 12. Juli 1975 das Sakrament der Priesterweihe für das Bistum Nouna-Dédougou. Am 14. April 2000 wurde Judes Bicaba in den Klerus des neuerrichteten Bistums Dédougou inkardiniert.
Am 4. Juni 2005 ernannte ihn Papst Benedikt XVI. zum Bischof von Dédougou. Der emeritierte Bischof von Dédougou, Zéphyrin Toé, spendete ihm am 1. Oktober desselben Jahres die Bischofsweihe; Mitkonsekratoren waren der Erzbischof von Bobo-Dioulasso, Anselme Titianma Sanon, und der Bischof von Ouahigouya, Philippe Ouédraogo.